# Gershom Scholem
Gershom Scholem (hebreu: גרשם שלום‎; Berlín, 5 de desembre de 1897 - Jerusalem, 21 de febrer de 1982), nascut Gerhard Scholem, va ser un filòsof i historiador jueu nascut a Alemanya. És especialment reconegut per ser el fundador de l'estudi modern i acadèmic de la Càbala i primer professor de mística jueva a la Universitat Hebrea de Jerusalem. La seva obra més coneguda és la col·lecció de conferències que duu el títol de Principals Tendències de la Mística Jueva (1941) i per la seva biografia Sabbatai Zevi, el Messies Místic (1973). Les seves conferències i els seus assaigs, publicats en l'obra conjunta Sobre la Càbala i el seu Simbolisme (1965) van contribuir un coneixement tècnic d'aquest corrent mística entre no practicants del judaisme.

## Biografia
Fill d'Arthur Scholem i Betty Hirsch Scholem, Gershom va néixer a la ciutat de Berlín. Interessat profundament en les qüestions jueves, i malgrat que el seu pare s'oposava a la tendència religiosa del seu fill, va estudiar amb un rabí ortodox el Talmud.
Va estudiar matemàtiques, filosofia i llengua hebrea a la Universitat Humboldt de Berlín, on va establir contacte amb Martin Buber, Walter Benjamin, Shmuel Yosef Agnon, Hayim Nahman Bialik, Ahad Ha'am i Zalman Shazar. Va prosseguir amb estudis de lògica matemàtica a la Universitat de Jena amb Gottlob Frege. El 1918, trobant-se amb Walter Benjamin a Berna, va conèixer Elsa Burckhardt, la seva primera dona. Va retornar a Alemanya el 1919, on es va llicenciar en filologia semítica a la Universitat Ludwig Maximilian de Múnic. Amb Benjamin cofundà la universitat fictícia de Muri.
La seva tesi doctoral versava sobre el text cabalístic més antic del qual es té constància, el Sefer ha-Bahir. Atret pel sionisme, i sota la influència de Buber, va emigrar el 1923 al Mandat Britànic de Palestina, on es va dedicar a estudiar misticisme jueu i esdevingué bibliotecari, finalment cap del Departament d'Hebreu i Judaica a la Biblioteca Nacional. Més endavant va ser nomenat professor a la Biblioteca Hebrea de Jerusalem.
Donà classes sobre la càbala i el misticisme des d'un punt de vista científic, i va esdevenir el primer professor d'aquesta matèria. El 1936 es va casar amb la seva segona esposa, Fania Freud. El seu germà Werner era membre del grup d'extrema esquerra Fischer-Maslow i el parlamentari més jove en la història del Reichstag. Amb l'arribada del nacionalsocialisme al poder, però, va ser expulsat del partit i més endavant assassinat pels nazis al camp d'extermini de Buchenwald. La ideologia de Gershom Scholem, però, no acceptava ni el comunisme ni el marxisme. Va morir a Jerusalem, on està enterrat al costat de la seva dona a Sanhedria. Al seu funeral, filòsof alemany Jürgen Habermas va llegir-hi un elogi fúnebre.

## Teories i recerca
En el marc de l'estudi de la mística jueva, Scholem contrastava el seu mètode historiogràfic amb la metodologia de l'escola decimonònica de la Wissenschaft des Judentums ("Ciència del judaisme"), que intentava una aproximació a l'estudi del judaisme des de diferents disciplines com la història, la filologia i la filosofia. En aquesta línia de pensament, el misticisme era menystingut i no ocupava un lloc important en la recerca. Scholem explica que al començament de la seva recerca acadèmica es va dirigir a un rabí important que era considerat expert en la càbala. Havent-li preguntat sobre els seus nombrosos llibres, el rabí li va respondre: "Aquesta merda? Per què hauria de malgastar el meu temps llegint bestieses d'aquestes?"
L'anàlisi del judaisme proposada per l'escola Wissenschaft des Judentums tenia dos errors principals segons Scholem:
- Estudiava el judaisme com un objecte mort i no pas com un organisme viu.
- No tenia en compte els fonaments profunds del judaisme, la força no racional que converteix la religió en quelcom viu pels seus adherents.

Per a Scholem, els components mítics i místics haurien de ser com a mínim tan importants com els factors racionals de la religió, i creia que més enllà de ser minúcies de l'Halacà (la llei jueva), són en realitat el nucli vivent del judaisme. En particular estava en desacord amb la personalització de conceptes cabalístics per part de Martin Buber i el que considerava que era una aproximació errònia a la història jueva, la llengua hebrea i la terra d'Israel.
En la Weltanschauung de Gershom Scholem, la recerca del judaisme místic no podia ser separada del seu context històric. En aquesta visió genealogista, intentava una cosa semblant a la Gegengeschichte o contrahistòria proposada per Friedrich Nietzsche, i tractava aspectes menys normatius del judaisme en la història pública.
Scholem creia que la història jueva podia ser dividida en tres períodes, segons diferents relacions històriques entre racionalitat i irracionalitat:
- Durant el període bíblic, el monoteisme combateix el mite sense acabar de derrotar-lo per complet.
- Durant el període talmúdic, algunes de les seves institucions menys racionals, com per exempla la idea del poder màgic del compliment dels Sagraments, són eliminades en favors d'un concepte únic de transcendència divina.
- Durant el període medieval, la impossibilitat de reunir el concepte abstracte de Déu que trobem en la filosofia grega amb el Déu personal de la Bíblia provoca que els pensadors jueus medievals, com Maimònides, intentessin eliminar la funció mítica restant i modificar la fígura del Déu vivent. A partir d'aquest moment el misticisme s'estén en tots els corrents del judaisme com un intent de retrobar l'essència original del Déu dels seus avantpassats.

A partir de la proposta de segmentar la història hebrea en tres períodes, Scholem va introduir diverses qüestions polèmiques. El moviment messiànic dels sabateus del segle xvii hauria aparegut basant-se en la càbala luriana de finals de l'edat mitjana. Per tal de neutralitzar els ssabateus, el judaisme hasídic va aparèixer com una síntesi hegeliana d'aquestes idees. Aquesta idea va ser considerada escandalosa perquè reunia la seva comunitat amb un moviment herètic.
De la mateixa manera, Scholem va arribar a la hipòtesi que la Càbala del segle xiii era un gnosticisme jueu que precedia el gnosticisme cristià.
Aquesta recerca historiogràfica també tocava els aspectes lingüístics, desenvolupament una teoria pròpia sobre la llengua. Al revés de Martin Buber, Scholem posava èmfasi en la capacitat màgica del llenguatge per invocar fenòmens sobrenaturals. Oposant-se també a la concepció del llenguatge del seu amic Walter Benjamin, per a Scholem la llengua hebrea tenia un caràcter específic i directament relacionat amb la funció religiosa en el context del misticisme respecte d'altres llengües i seria l'única llengua capç de revelar la veritat sobre la divinitat. Basant-se en això, Scholem considerava els cabalistes com intèrprets d'una revelació lingüística preexistent.

## El debat amb Hannah Arendt
Scholem s'oposava a la sentència de mort contra Adolf Eichmann. En acabar el judici a Jerusalem, Scholem va criticar durament el llibre que Hannah Arendt havia publicat referint-se al judici i reflexionant sobre problemes filosòfics del nazisme: Eichmann a Jerusalem o la banalitat del mal, criticant-la de manca del que anomenava "ahavath Yisrael" (solidaritat amb el poble d'Israel). També deplorava la interpretació d'Arendt del seu amic comú Walter Benjamin com filòsof marxista que hauria obert les portes a la Nova Esquerra. Per a Scholem, Benjamin era essencialment un pensador religiós que s'hauria inclinat cap a tendències marxistes, cosa que per Scholem no pertanyia al pensament profund de l'autor.

## Influència en la literatura
Diverses històries de Jorge Luis Borges contenen influències o estan suggerides per aquest autor i el seu pensament. També ha influït Umberto Eco, Giorgio Agamben, Jacques Derrida i George Steiner. L'escriptor americà Michael Chabon cita l'assaig de Scholem anomenat La idea del Golem, com una de les seves influències a l'hora d'escriure el seu llibre The Amazing Adventures of Kavalier and Clay.